# Diary (álbum de Sunny Day Real Estate)
Diary é o primeiro álbum de estúdio da banda Sunny Day Real Estate.
| Críticas profissionais                                                      | Críticas profissionais |
| Avaliações da crítica                                                       | Avaliações da crítica  |
| Fonte                                                                       | Avaliação              |
| --------------------------------------------------------------------------- | ---------------------- |
| Allmusic                                                                    | [ 2 ]                  |
| Drowned In Sound                                                            | [ 3 ]                  |
| Pitchfork Media                                                             | (8.7/10)               |
| Esta tabela precisa de ser acompanhada por texto em prosa. Consulte o guia. |                        |

## Faixas
1. "Seven" – 4:45
2. "In Circles" – 4:58
3. "Song About an Angel" – 6:14
4. "Round" – 4:09
5. "47" – 4:34
6. "The Blankets Were the Stairs" – 5:27
7. "Pheurton Skeurto" – 2:33
8. "Shadows" – 4:46
9. "48" – 4:46
10. "Grendel" – 4:53
11. "Sometimes" – 5:42
12. "8" – 5:15 (re-release bonus track)
13. "9" – 6:03 (re-release bonus track)